# Raïon de Korosten
Le raïon de Korosten (en ukrainien : Коростенський район) est un raïon dans l'oblast de Jytomyr en Ukraine.
Depuis 2020 il a englobé les raïons de Naroditchi et Poliske.

## Culture

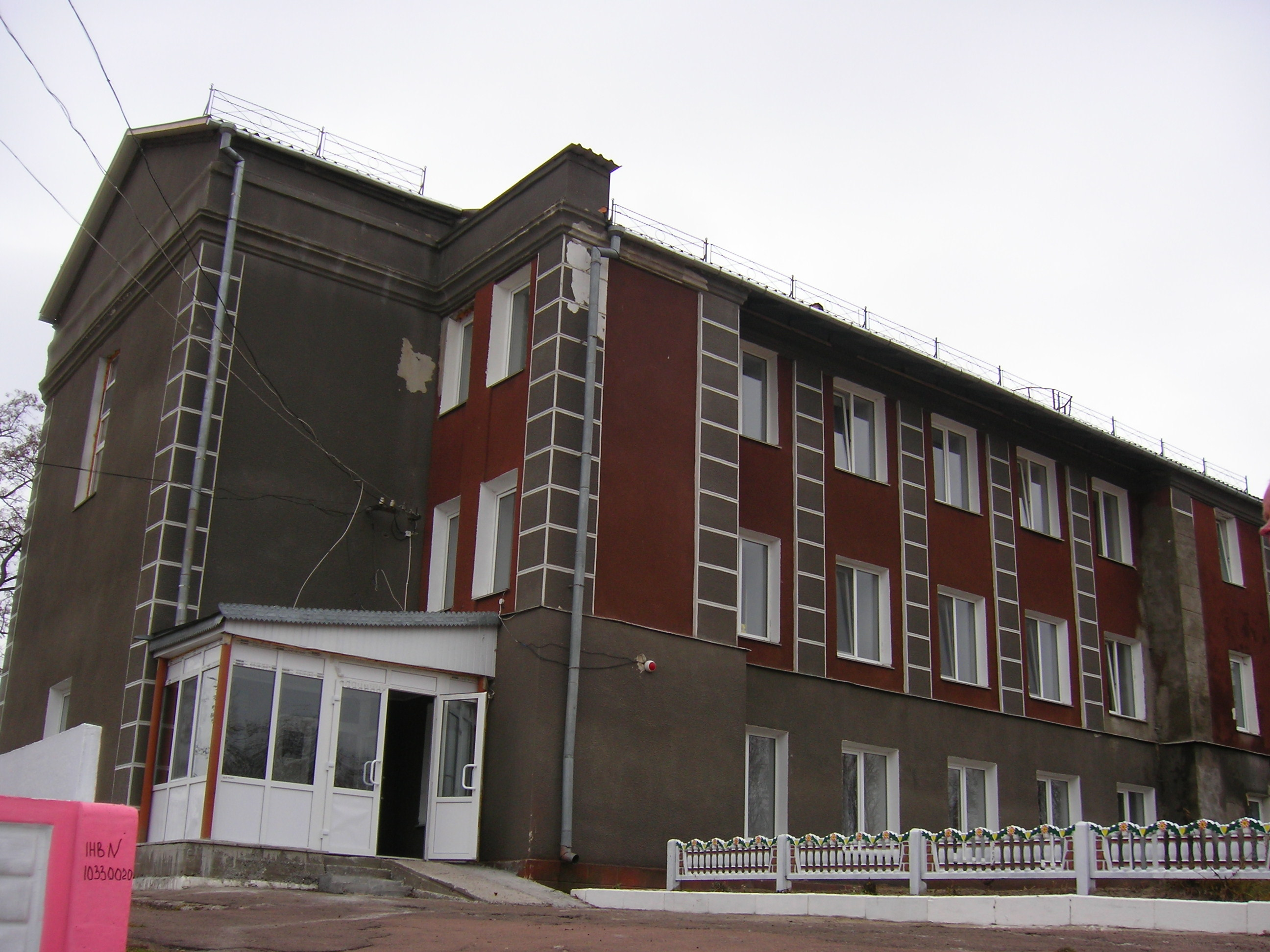
Ancienne église catholique, classée[1] à  Berezneve.
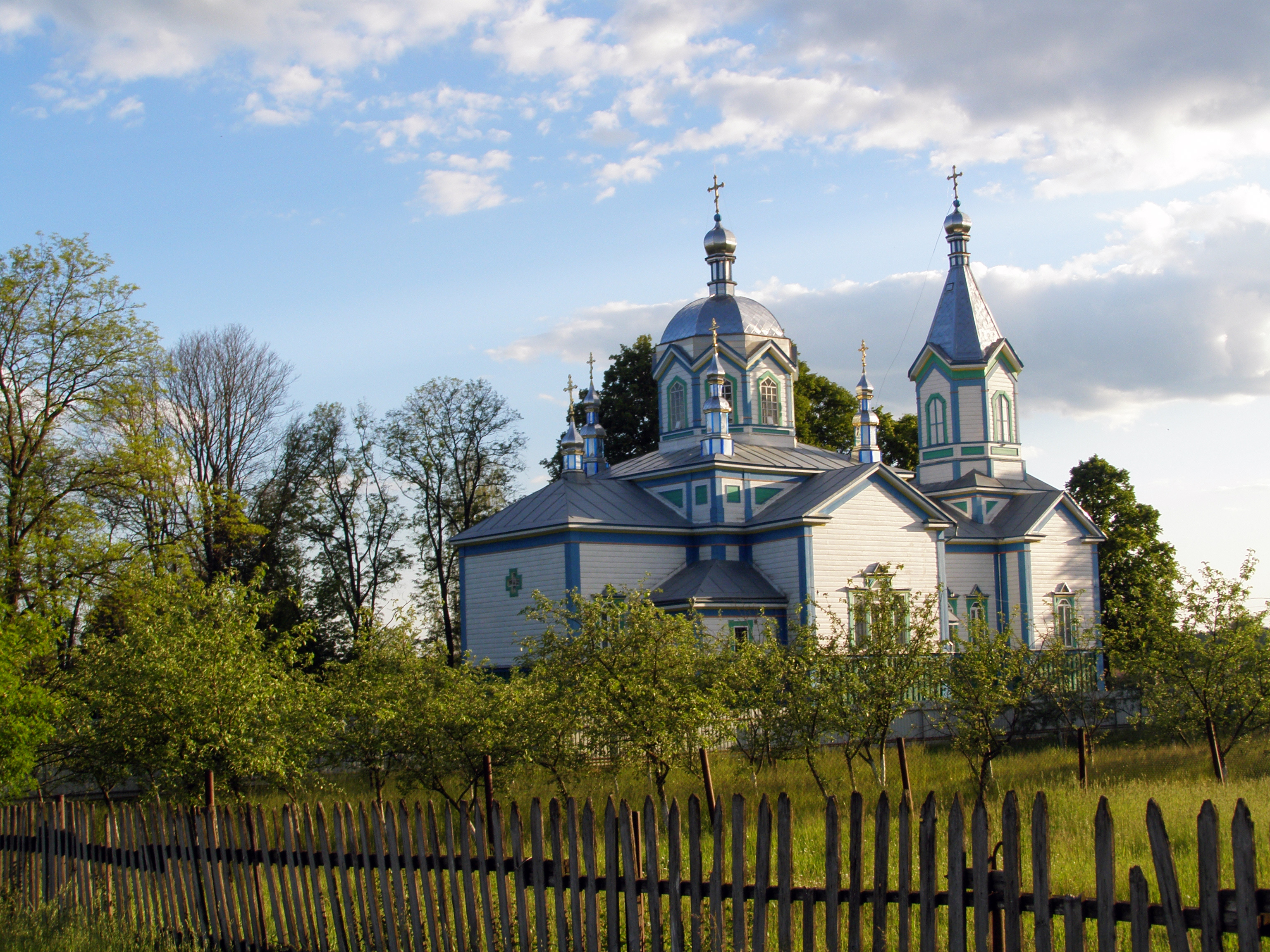
Eglise saint Dimitry de Thessalonique, classée[2] à Bicholitsy.
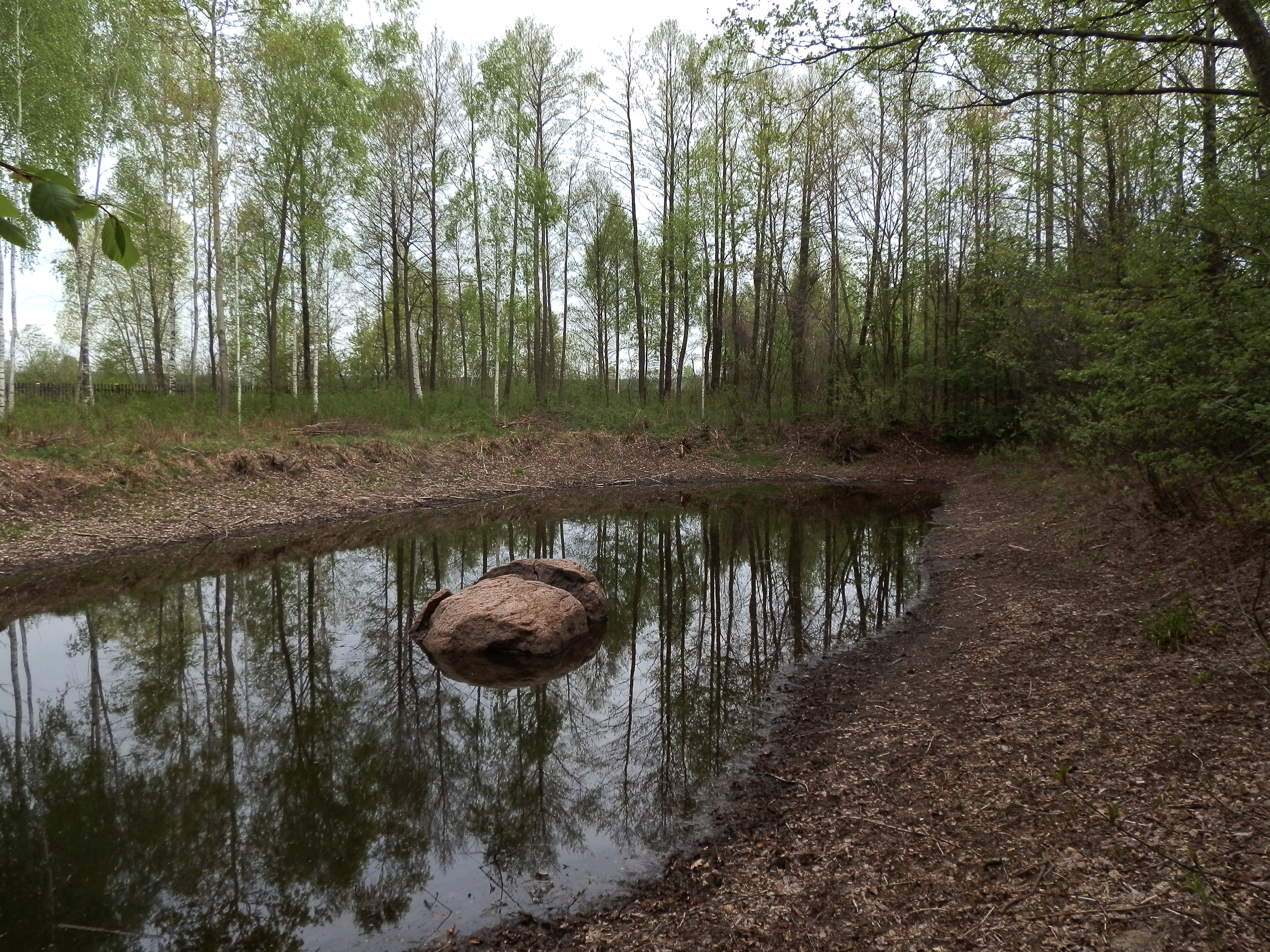
Site archéologique, classée[3] à Khodaki.
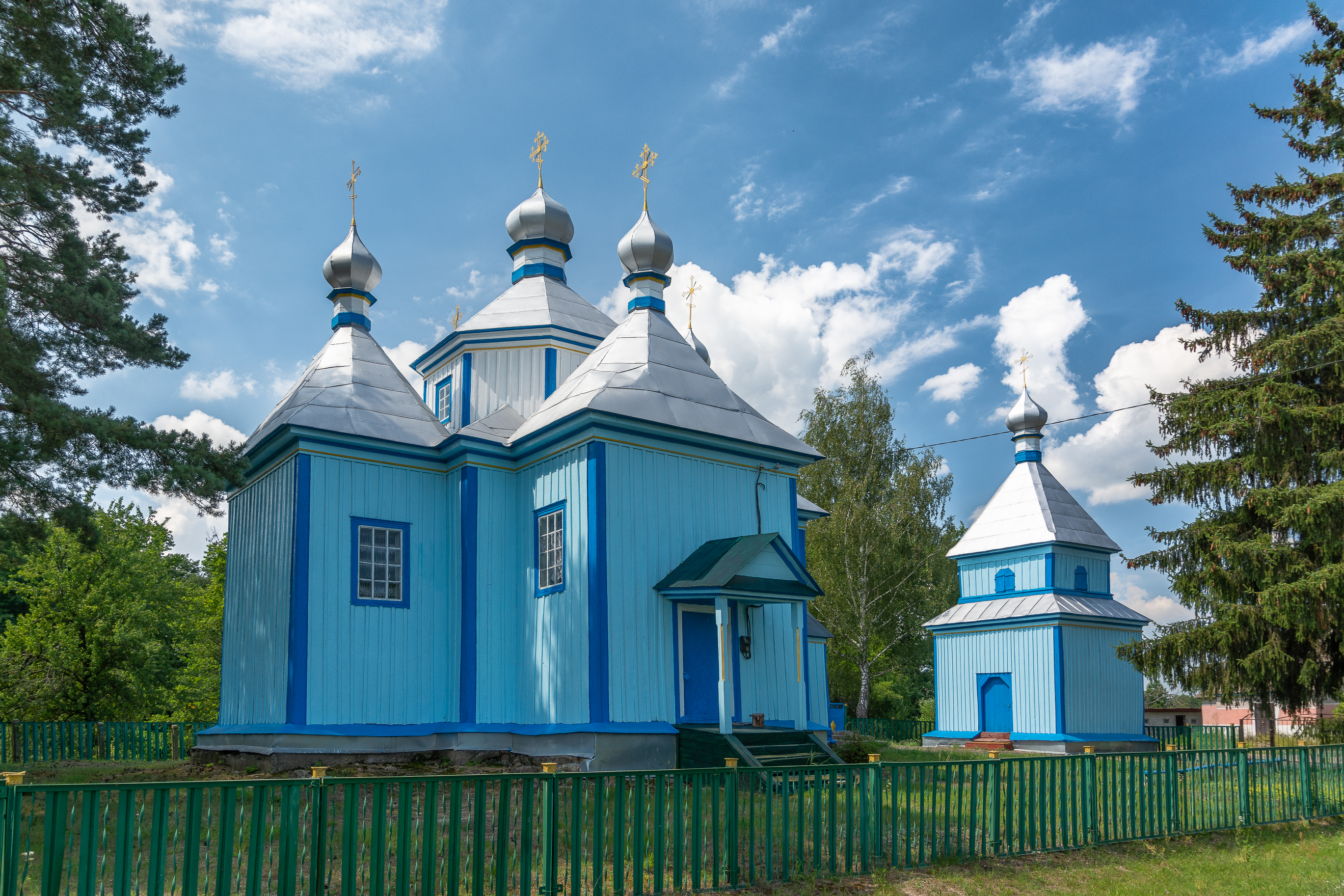
Eglise st-Nicolas, classée[4] de Mezirichka.
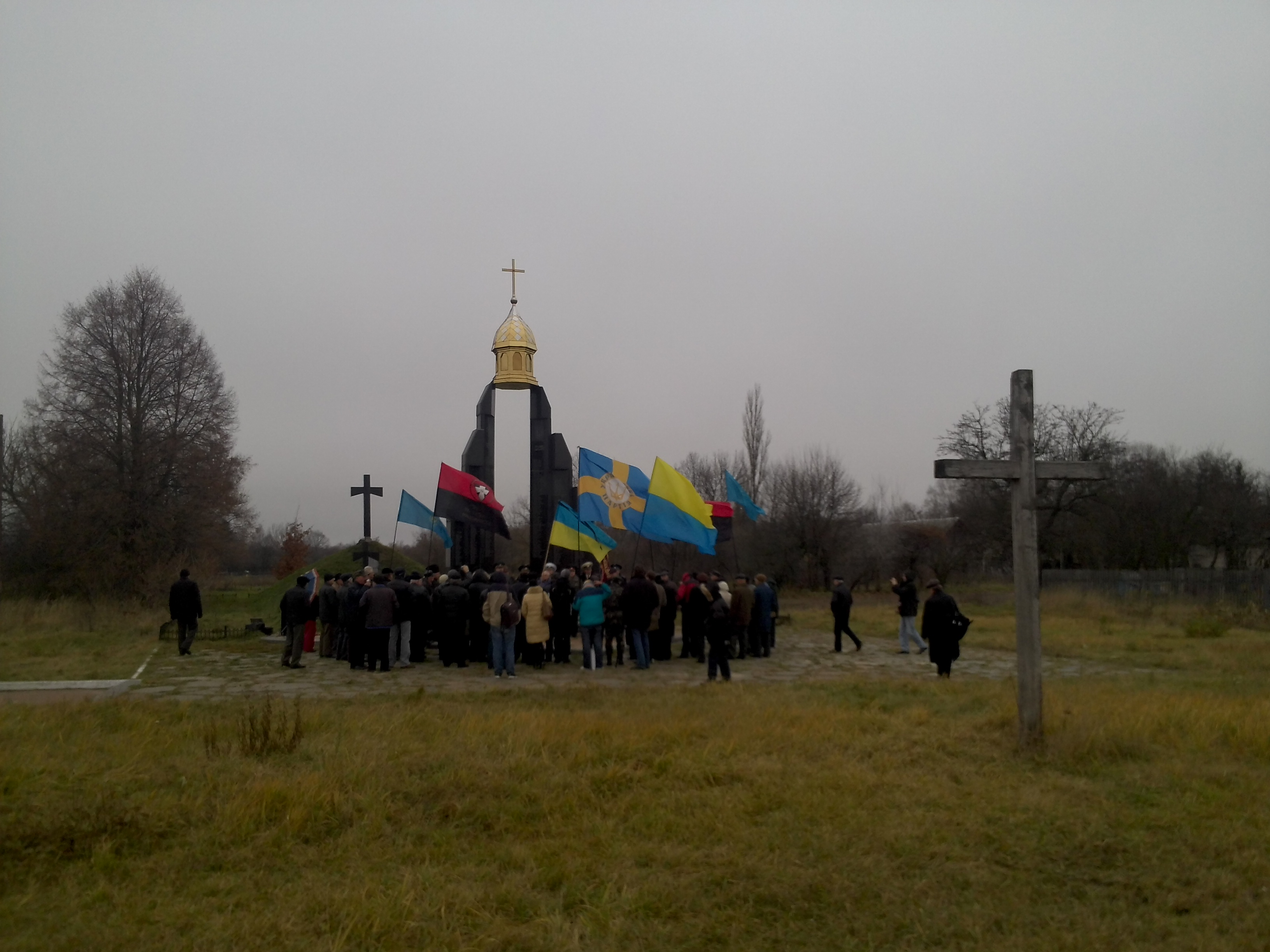
Mémorial à la seconde campagne d'hiver, classé
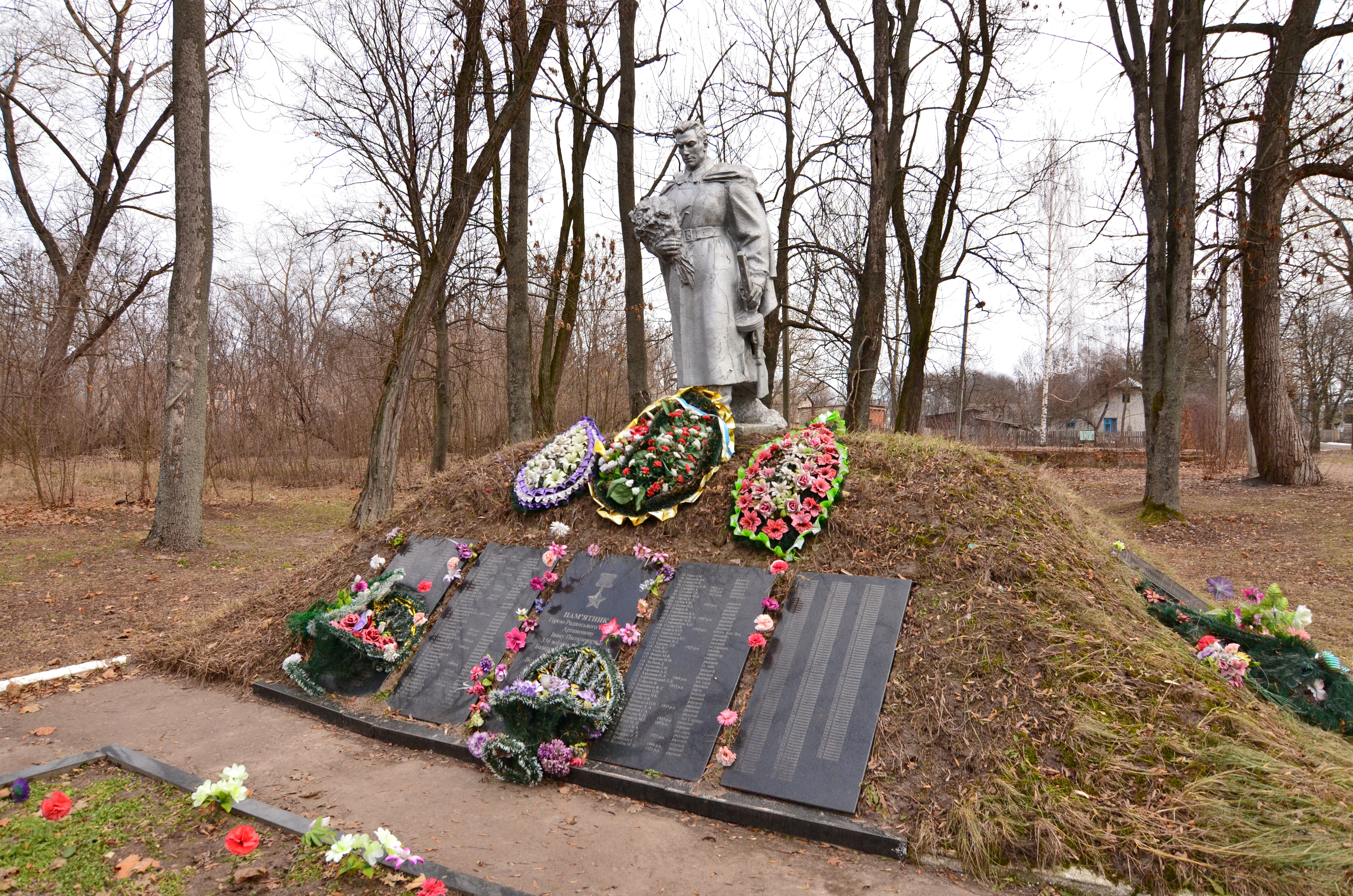
et aux morts de la seconde guerre mondiale, classé[6] à Bazar.
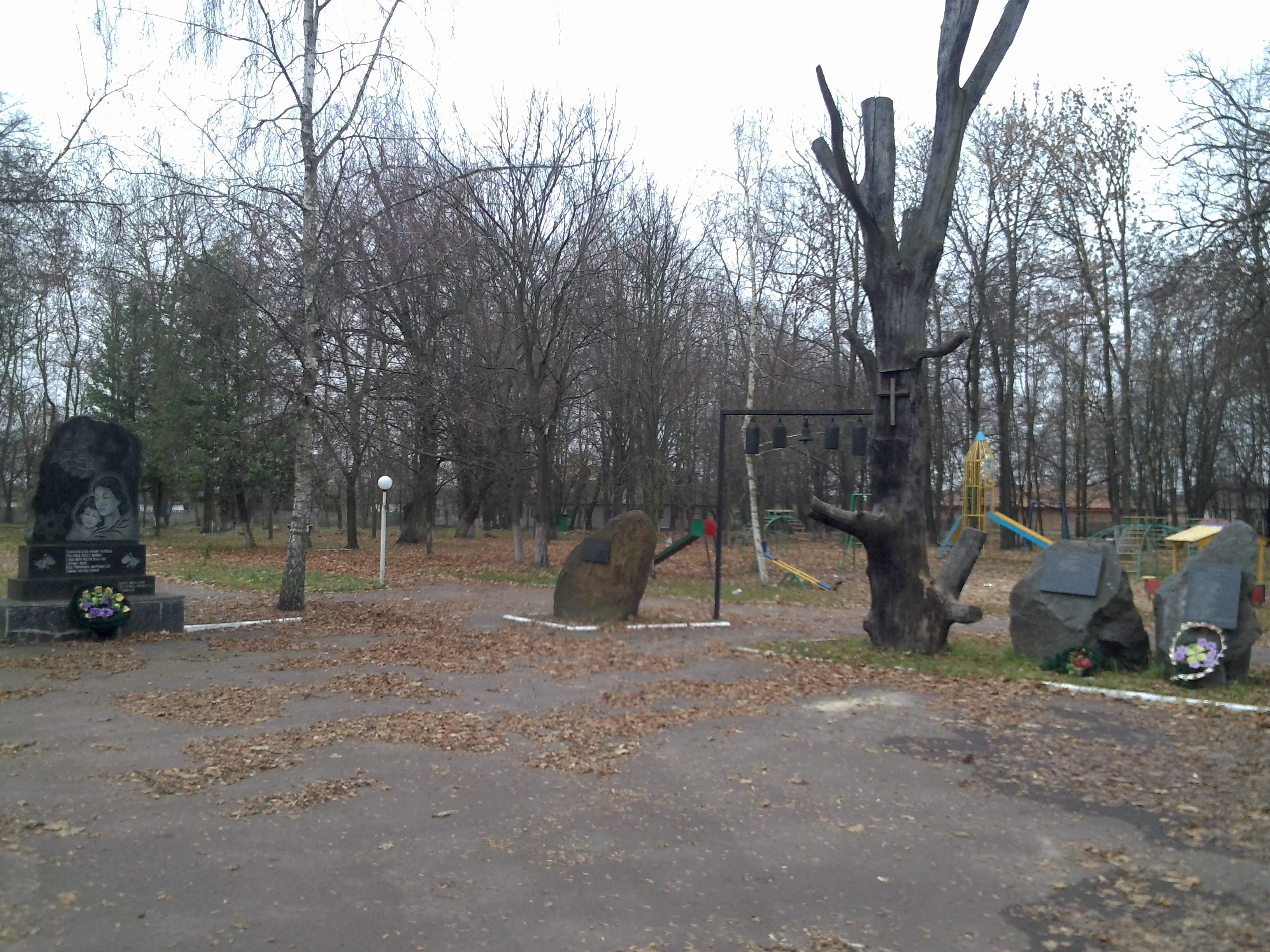
Monument au désastre de Tchernobyl, classé[7] à Narodytchi.
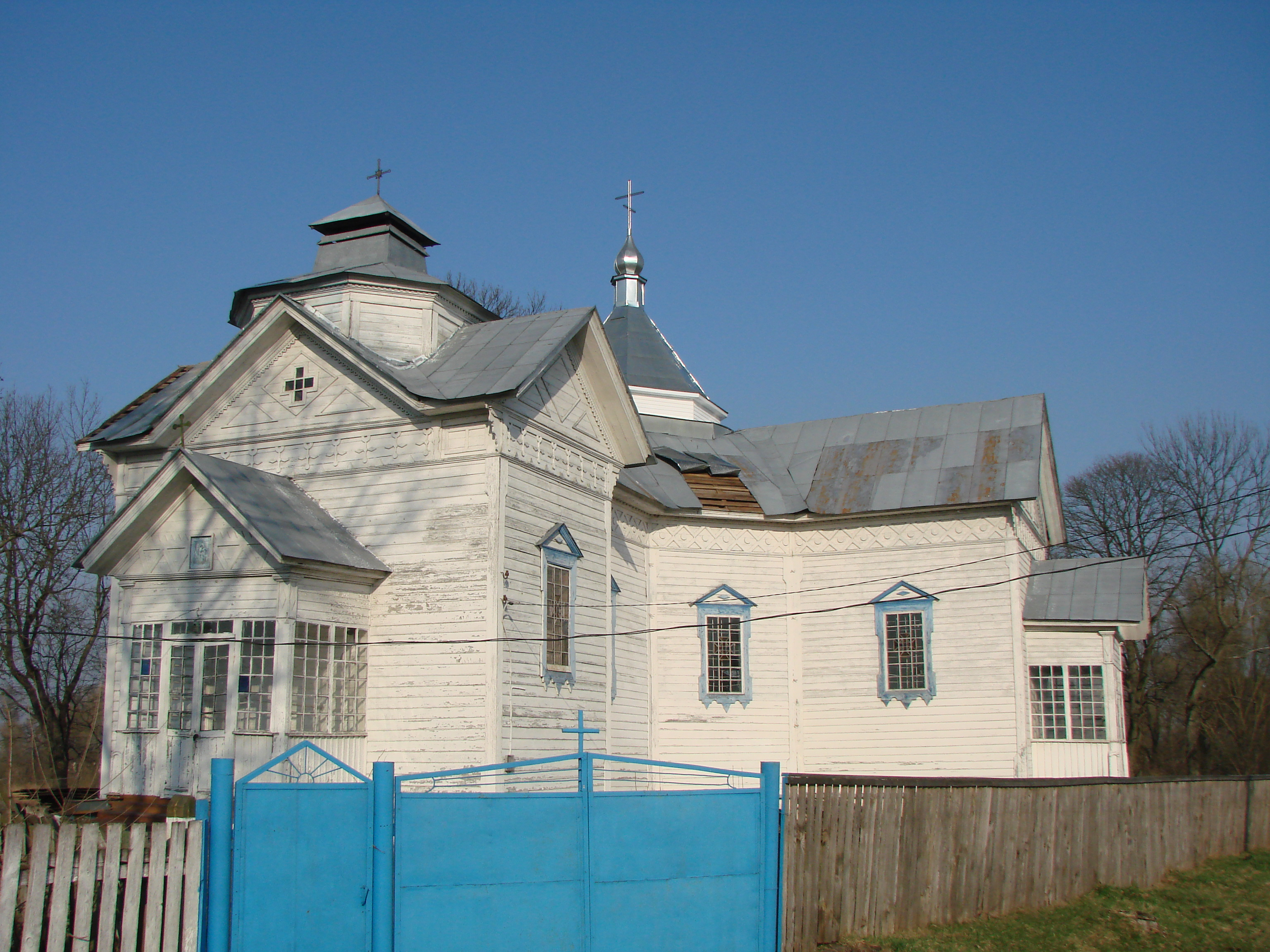
Eglise de la nativité, classé[8] et
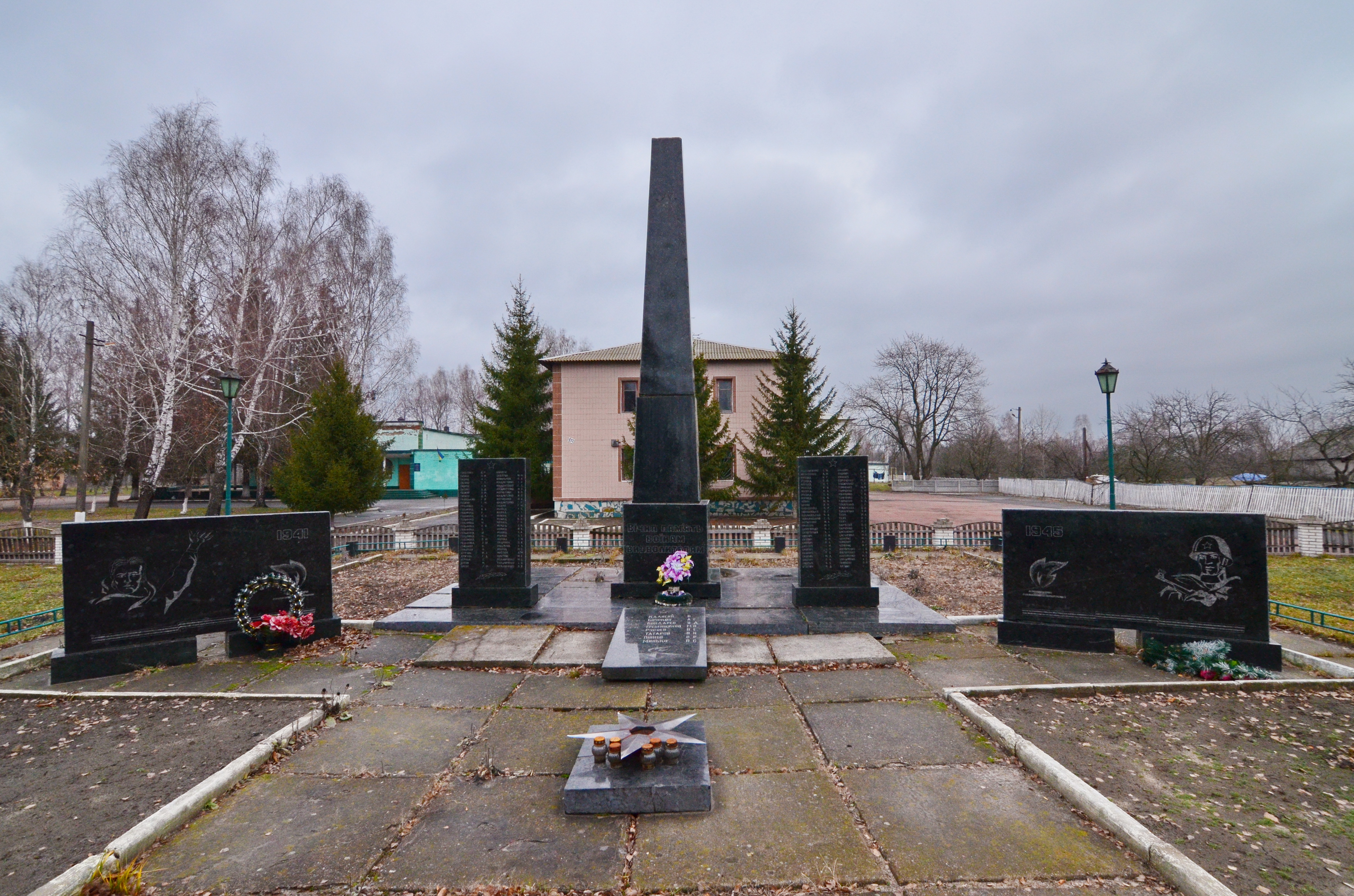
monument aux soldats soviétiques, classé[9]  à Vovchkiv.
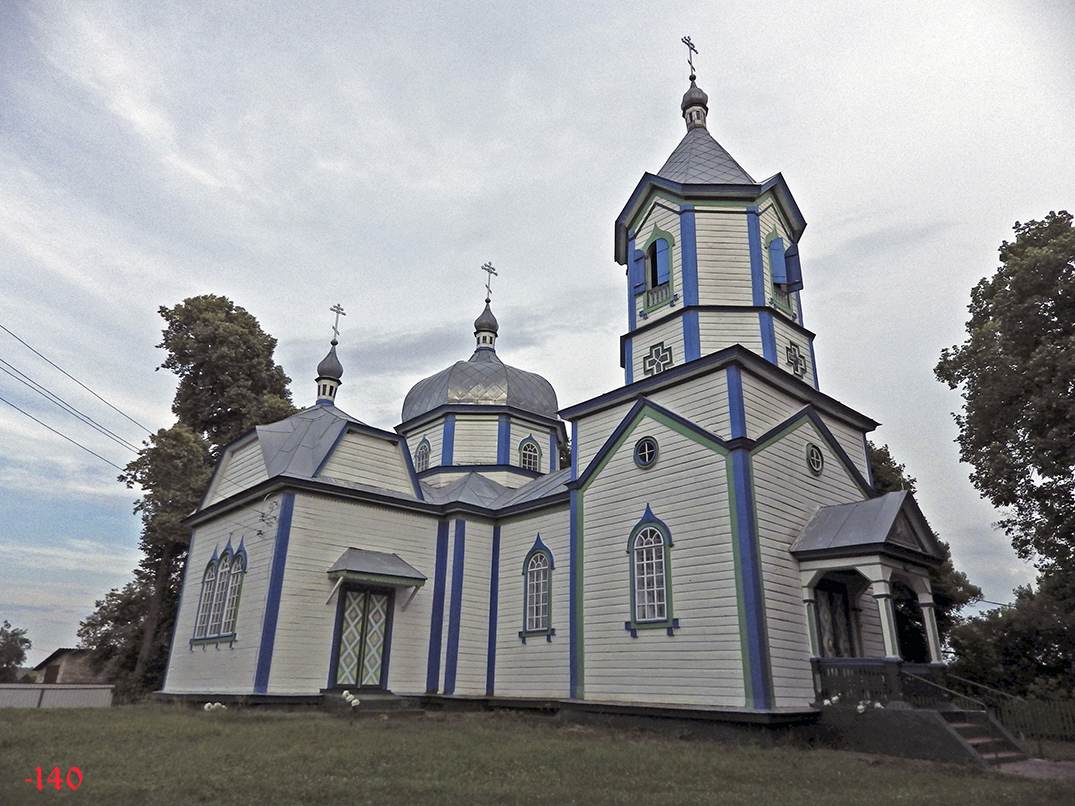
Eglise de la nativité, classé[10] à Viazyka.